# Empis nuda
Empis nuda är en tvåvingeart som beskrevs av Friedrich Hermann Loew 1862. Empis nuda ingår i släktet Empis och familjen dansflugor. Inga underarter finns listade i Catalogue of Life.